# NGC 7288
NGC 7288 est une vaste galaxie lenticulaire située dans la constellation du Verseau. Sa vitesse par rapport au fond diffus cosmologique est de 4 615 ± 28 km/s, ce qui correspond à une distance de Hubble de 68,1 ± 4,8 Mpc (∼222 millions d'al). NGC 7288 a été découverte par l'astronome allemand Albert Marth en 1867.
NGC 7288 est une galaxie dont le noyau brille dans le domaine de l'ultraviolet. Elle est inscrite dans le catalogue de Markarian sous la désignation MRK 1118 (MK 912).
En raison d'une brillance de surface égale à 14,34 mag/am2, on peut qualifier NGC 7288 de galaxie à faible brillance de surface (LSB en anglais pour low surface brightness). Les galaxies LSB sont des galaxies diffuses (D) avec une brillance de surface inférieure de moins d'une magnitude à celle du ciel nocturne ambiant.

## Classification

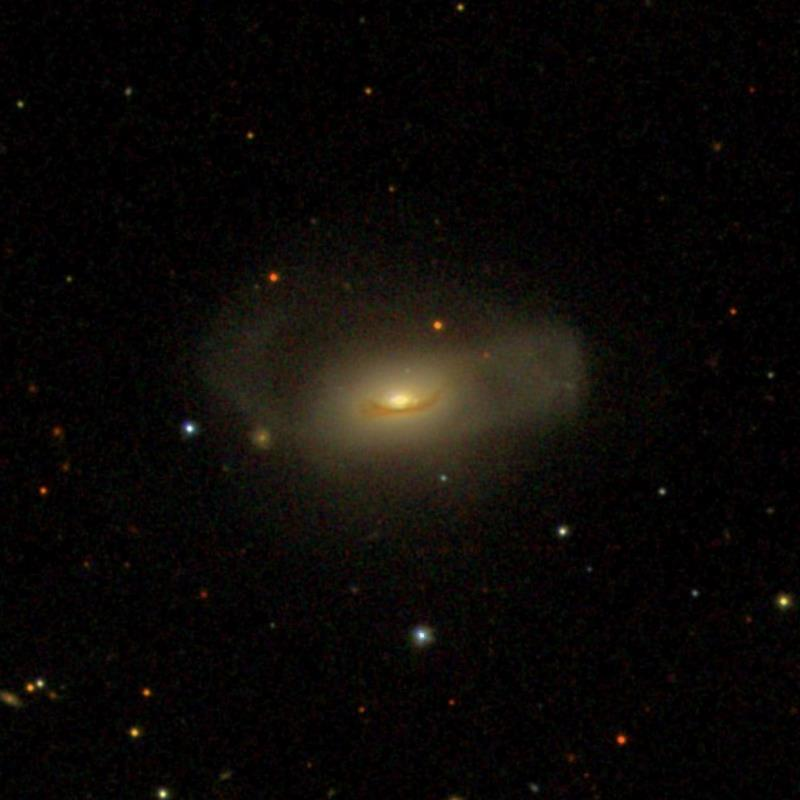
NGC 7288 par le relevé SDSS.

La base de données HyperLeda classifie cette galaxie comme spirale, mais aucune structure spirale autre qu'une portion de cercle de poussière n'est visible ni sur l'image du relevé Pan-STARRS ni sur l'image du relevé SDSS.